# NGC 7240
NGC 7240 (również PGC 68415) – galaktyka eliptyczna (E-S0), znajdująca się w gwiazdozbiorze Jaszczurki. Odkrył ją Édouard Jean-Marie Stephan 24 września 1873 roku.